# 汪达与巨像 (2018年游戏)
《汪達與巨像》（中国大陆官方译为）是由蓝点与索尼互动娱乐共同开发的动作冒险游戏，属于ICO小组系列作品，运行于PlayStation 4平台。该作是以Playstation 2上原版游戏为基础，对场景与角色进行艺术重制的新作。重制由Bluepoint领导，其也参与了之前，与SIE Japan工作室合作的Playstation 3上的高清版的重制工作。虽然游戏模型皆进行了重新制作，但尽量保持了原作的游玩风貌，仅引入了新的控制器映射方案，且玩家可以自行选择。
该作受到评论家的好评，主要在于保留了原版的艺术感觉，同时在新一代主机上加强了模型表现和控制方案；不过在游戏玩法与摄像机视角上，也有批评声音，认为其仍存在改善空间。

## 游戏流程
游戏的主线与玩法，基本与PS2上的原始版本相同，但是加入了重新设计的控制。流程中需要以地图中心的神庙为出发点，依次击败16尊巨像大多数巨像位于地图的偏远地区的独立区域，如悬崖顶部或古代建筑遗迹。
玩家可以在玩遊戲時從多個選項中進行選擇。在標準的PlayStation 4及Slim版上，遊戲以每秒30幀的速度運行，分辨率為1080p。在PlayStation 4 Pro上，遊戲可以以每秒30幀的速度以1440p的分辨率（升級到4K）運行，或者以1080p的速度以每秒60幀的速度運行。
游戏具有相片模式Photo Mode，可以在游戏进程暂停的状态下，进行一定自由度的取景拍摄，方便玩家进行游戏内摄影。计时挑战模式内增加了若干奖励道具，如可以起到降落伞作用的道具“假若之布”，方便玩家对世界进行探索。游戏内一共有25处祈祷石碑，相比原作，石碑位置稍有变动；且开放了在菜单内直接进行快速存档的功能，但读档时，仍然会在最近的祈祷石碑处醒来。

## 开发与发行
索尼在2017年电子娱乐博览会新闻发布会上，宣布了PS4版重制汪达与巨像的消息。 重制工作由Bluepoint领导，其之前也与索尼第一方工作室保持合作关系，一同推出过多款重制游戏，包括了PS3版的汪达与巨像 Remaster。重制该作的想法实在蓝点内部的一次开发人员对话中产生，他们希望在新的主机平台上创造一个决定性的版本，在与SIE Japan交换意见后，该想法落实为具体项目。 蓝点的制作人Randall Lowe与技术总监Peter Dalton在接受Game Informer采访时表示，最初版本的《汪达与巨像》 在许多员工心中，是列于『有史以来最好的五款游戏』的存在。
开发者从头开始，重新制作了游戏模型，但游戏保留了与原始版本相同的玩法，并且引入了新的针对DS4手柄的控制方案。游戏使用了Playstation 2游戏的原始代码库，艺术部分工作人员借Playstation 2版本来创建与PlayStation 4版本相同的游戏体验。
该游戏于2018年2月6日在北美，2月7日在欧洲，澳大利亚和新西兰以及2月8日在日本发布。中国大陆由于历史原因，错过PS2与PS3版本发行，本次为首次登陆，疑似因为商标注册问题，最终以《巨像之咆哮》名称发行；虽然由于游戏审查的存在，但发行方索尼互动娱乐提前送审，使得中国大陆保持了全球同步发行计划。其在文化部与新闻出版广电总局的批号分别为「文网游进字〔2018〕0031 号」与「新广出审[2018]317号」。

## 特典与彩蛋

### 特典道具
游戏为先期预订者提供了游戏内道具『生命之剑』，可以随时间回复生命值。预订用户还会获得一款PS4静态主题。
豪华版则提供了若干道具，包括『遠古之弓』『命運斗蓬』与『斑紋馬』；除了特典道具，其余特殊道具均可在游戏内，随流程而解锁。

### 彩蛋
重制版在其中设置了多个彩蛋，与ICO小组其他游戏相关，或为向游戏社区致敬：
- 游戏内的一个洞窟有木桶道具，与最后的守护者联动
- 游戏内B5区域海滩，有西瓜，与ICO (游戏)联动
- 游戏内存在不少于4个山羊壁画，意义不明
- 游戏内存在发光的收集物，一共有79枚，可以用于解锁道具『多爾暝之劍』

发光收集物在玩家群体中可能称作硬币(Coin)、遗物(Relic)或者启示(Enlightenment)。游戏媒体一般事先得到由发行商递交的游戏，用于撰写评测，IGN的Marty Sliva在2018年1月24日撰文，表示游戏中存在一些发光的硬币，他猜测与一些隐藏内容相关。由于艺术设定集中对开发背景的介绍，社区一般认为PS2的初始版本做好了24个巨像，但最终隐藏了8个；硬币是否对应、或是PS4重制版是否有重构巨像，成为社区的关注点。
由于实体版游戏光碟铺货早于数字版，部分玩家先行得到了游戏光碟，于是大面积的搜索先于游戏的宣称发行日即展开。2月7日，福布斯网站发表文章，当时玩家协力已经找到了70枚硬币，文章认为『硬币解锁新巨像』的期待不切实际，并且指出，游戏结尾字幕提示Nomad Colossus and the 79 steps to enlightenment，可能对应硬币总量为79枚，且是向Nomad Colossus博客致敬。
2月9日，Youtube频道PS4Trophies发布视频，宣告完成搜索，找到了全部79枚硬币位置，并解锁了新道具。许多游戏社区转载该视频，IGN发布文章，宣告全民狂欢划上完美句号。

## 市场与评价
在评论聚合网站Metacritic上，汪达与巨像获得评论家“普遍赞誉”。
Brett Makedonski在Destructoid给出的10/10打分中表示“整体游戏难以忘记。对于在一个寻找‘弱点’的游戏里，游戏本身是难找到自身‘弱点’的”。
Nick Plessas在 Electronic Gaming Monthly的8.5/10评分中说“重制对于游戏开发似乎轻而易举，但难点在保持了汪达与巨像其经典性的同时，提升了游戏体验，却又保持了熟悉的精神内涵”
GamesRadar的Tom Hurley给予了4/5星，称“同时是一个良好的重制与令人愉快的‘新’游戏，可以让你体验极少可以获得的旅程体验”。
Marty Sliva于IGN给出了9.7/10评价，认为“PS4版本汪达与巨像，是2005年经典的闪耀回归”。
其在日本发行首周销售21900份，在所有游戏中排名第二。